# 2021 XD7
2021 XD7 is een transneptunisch object dat op 3 december 2021 ontdekt werd.
Het object is ontdekt door Richard Boyle S.J. van de Vaticaanse Sterrenwacht met de Vatican Advanced Technology Telescope (VATT) op Mount Graham in Arizona. De gegevens werden geanalyseerd door Kazimieras Černi en Peter Veres van de Internationale Astronomische Unie berekende de baan van 2021 XD7 rond de zon. Het object is kleiner dan Pluto.
Het punt waarop 2021 XD7 het dichtst bij de zon komt, het perihelium, is 34,5 AE. Het object heeft een elliptische baan en heeft bijna 342 aardse jaren nodig voor zijn baan om de zon.